# P̧
La P con cedilla (Mayúscula: P̧ minúscula: p̧), es una letra adicional utilizado en la escritura de Nenets en la década de 1930. Se forma a partir de una P diacrítica por una cedilla.

## Uso
La p cedilla ‹p̧› se utilizó en la ortografía de Nenets utilizando el Alfabeto nórdico unificado en la década de 1930.
Le site Languagegeek.com attribue l’utilisation du p cédille ‹p̧› à l’orthographe lakota de Riggs 1852, sin embargo este más bien usa el p point souscrit ‹p̣›.

## Codificación
La P con cedilla puede ser representado por los siguientes caracteres en Unicode:
| Forma     | Representación | Puntos de código | Descripción                          |
| --------- | -------------- | ---------------- | ------------------------------------ |
| Mayúscula | P̧              | U+0050 U+0308    | Letra mayúscula latina p con cedilla |
| minúscula | p̧              | U+0070 U+0308    | Letra minúscula latina p con cedilla |